# Klasztor Cysterek w Tallinnie
Klasztor Cysterek, także klasztor św. Michała Archanioła (est. Püha Miikaeli klooster) – klasztor zakonu cysterek założony w 1249 r. i funkcjonujący do 1543 r. Jego zabudowania zostały następnie zaadaptowane na cele świeckie, a kościół klasztorny w XVIII w. przebudowano na cerkiew prawosławną.

## Historia i architektura
Żeński klasztor cysterski został ufundowany w Rewlu w 1249 r. Początkowo znajdował się poza obrębem miejskiej zabudowy i dopiero w miarę rozwoju Dolnego Miasta i wznoszenia murów miejskich znalazł się na jego terenie. Klasztor wzniesiony był na planie czworoboku z wewnętrznym dziedzińcem. W II poł. XIV w., być może nawet na początku w. XV, w miejscu południowego skrzydła kompleksu zbudowany został dwunawowy kościół św. Michała Archanioła z ośmioboczną dzwonnicą od strony południowo-zachodniej. 
Klasztor działał do 1543 r. Następnie został przekształcony w protestancki ośrodek działalności charytatywnej, powstała przy nim szkoła dla dziewcząt. W 1631 r. zabudowania dawnego monasteru zostały przekazane nowo powstałemu gimnazjum męskiemu Gustawa Adolfa. Chociaż obiekty poklasztorne były wielokrotnie przebudowywane, w jego północnym i wschodnim skrzydle zachowały się pewne elementy pierwotnej, XIII-wiecznej architektury.
W 1716 r. kościół św. Michała Archanioła został z polecenia Aleksandra Mienszykowa przekształcony w wojskową prawosławną cerkiew Przemienienia Pańskiego.